# Себастиан Льоб
Себастиан Льоб (собственото име на френски, фамилията на немски: Sébastien Loeb) е френски автомобилен състезател, 9 кратен Световен шампион в Световния Рали шампионат през 2004, 2005, 2006, 2007, 2008, 2009, 2010, 2011 и 2012 година с навигатор Даниел Елена. Състезава се за тима на Ситроен Уърлд Рали Тим (на английски: Citroën World Rally Team).
Притежава повечето рекорди в шампионата, от които тези за най-много титли, победи, подиуми и точки.
Поради високите си заслуги към френския и световен автомобилен спорт през 2009 г. е награден от президента на Франция с Орден на Почетния легион (Légion d'Honneur).
Оттегля се от спорта на 6 октомври 2013 г. след като отпада от рали „Франция“.

## Кратка биография
Себастиан Льоб е роден в Агьоно, Франция на 26 февруари 1974 г. Първоначално започва да спортува гимнастика, но след няколко години започва да се занимава с автомобилизъм, като с рали се занимава активно от 1995 г. През 1998 г. той стартира във френските серии за купата на Ситроен Саксо и спечелва титлата през 1999 г.
Гай Франклин, изпълнителният директор на отбора Ситроен Спорт става негов личен треньор, като влиза в Световния рали шампионат за младежи. Льоб го спечелва през 2001 г. Подписва договор със заводския отбор на Ситроен в началото на сезон 2002. Същата година Льоб и навигатора му Даниел Елена печелят първата си победа в WRC шампионата, спечелвайки Рали Германия.
. Завършва на второ място в шампионата за 2003 година, ставайки подгласник на норвежеца Петер Солберг, изоставайки само на една точка от него.
Льоб спечелва първата си Световна титла през 2004 година. През 2006 г. пропуска последните четири ралита от шампионата, поради счупена раменна кост, но въпреки това успява да спечели шампионата. Продължавайки да кара в отбора на Ситроен, през 2012 г. той взима деветата си поредна титла. Льоб е асфалтов експерт, като печели всички освен три ралита в Световния рали шампионат на тази настилка от 2005 г.
Освен успеха си в рали спорта, Льоб е трикратен победител в ежегодното „Състестезание на шампионите“, печелейки го през 2003, 2005 и 2008 г. През 2004 г. заедно с друга френска автомобилна легенда – Жан Алези, спечелват трофея и отборно за Франция.
Участва два пъти в състезанието за издръжливост – 24-те часа на Льо Ман, като през 2006 г. завършва втори с прототип на Пескароло.